# Tackjärnsgalt

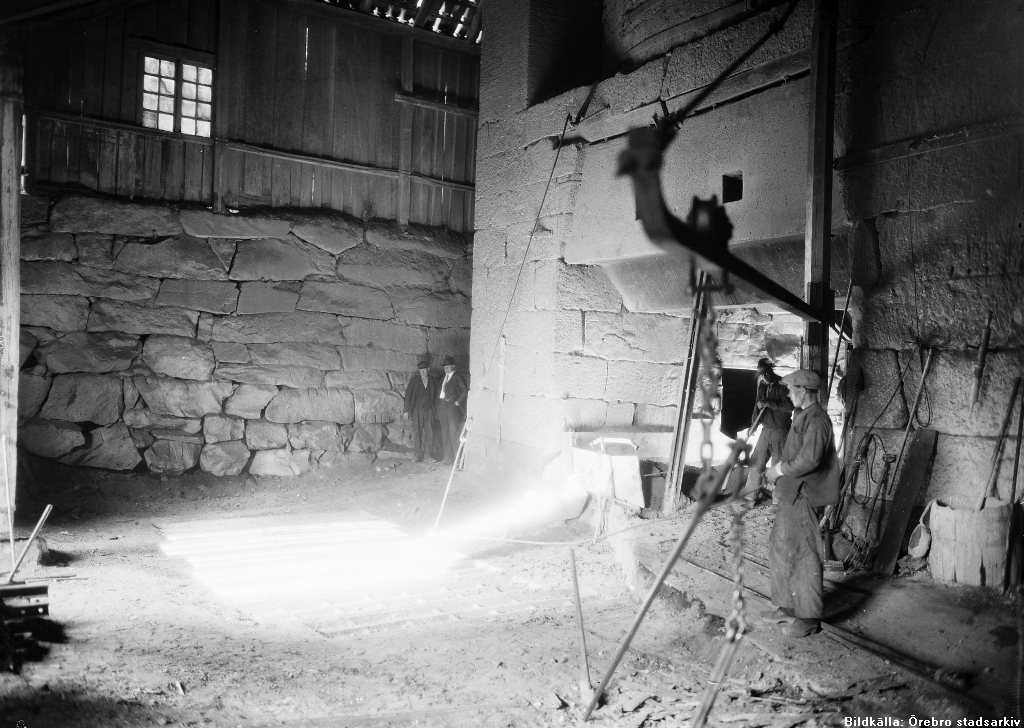
Utslag i Järnboås hytta. Flytande järn rinner ut i tackjärnsbädden.

Tackjärnsgalt, galt, tackjärnsstycke, som erhålls vid gjutning ur masugnen av för färskning avsett tackjärn. 
Galtar gjuts i smala rännor uppformade i sand, så kallade mått, och har vid olika masugnar olika form och storlek. Övre ytans dimensioner bruka göras 300–400 mm i längd och 200–250 mm i bredd; tjockleken 50–100 mm. För vallonsmide gjuts tackjärnet i form av långa, halvrunda eller trekantiga galtar, så kallade gösar. En gös gjordes 6 eller 7 alnar lång, det vill säga 3,6 à 4,2 m. För martin- och lancashiremetoderna återgjuts järnet i kokiller av gjutjärn, vari det stelnar till platta tackor. 